# Przedpole

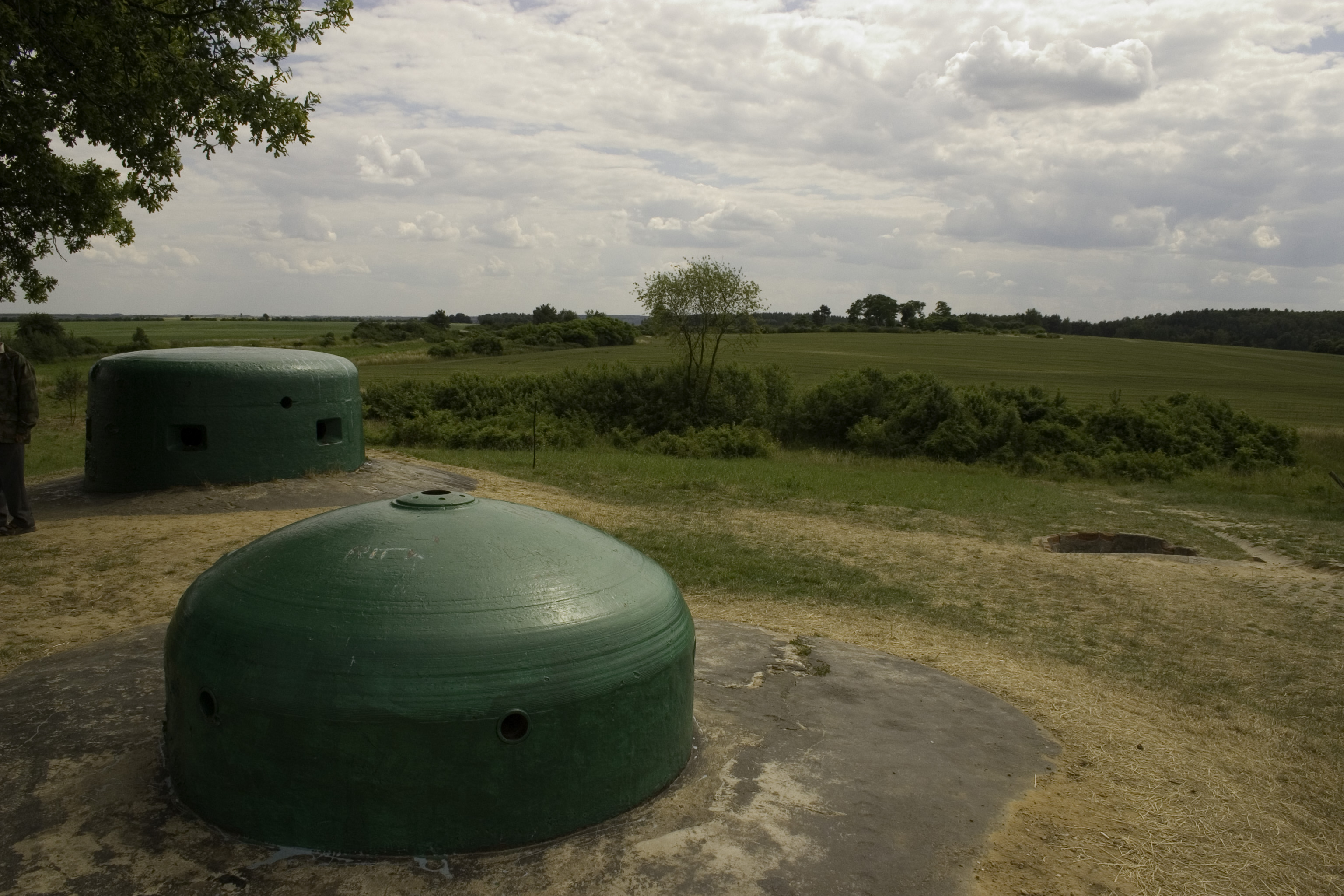
Kopuły pancerne i przedpole

Przedpole – teren znajdujący się przed pozycjami (z przodu, od strony nieprzyjaciela) zajmowanymi przez wojska (stanowiskami ogniowymi). Z przedpola zazwyczaj usuwa się zarośla, krzaki, zboże, drzewa i budynki, aby zwiększyć pole obserwacji i możliwość prowadzenia skutecznego ognia.